# 玫瑰斑
玫瑰斑（rosacea）又稱酒渣、酒渣鼻，是一种发生于面部，尤其是外鼻部的慢性皮肤炎性疾病。常发生于鼻、额、颊，且以红斑、毛细血管扩张、丘疹、脓疱为主要特征；男性多见，且多于中年期发病。
玫瑰斑另有許多異名，如：酒糟、酒糟鼻、酒糟肌或玫瑰痤瘡（acne rosacea）。发病在外鼻部的酒渣鼻于欧洲西北部居民中较为常见，并被一些大不列颠和爱尔兰人戏称为凯尔特人的诅咒，但近年来这种说法受到了质疑。男性和女性都可能患病，但女性患病的几率几乎是男性的三倍，尽管鼻部病变更常见于男性。
玫瑰斑在所有年龄段均可发病，分为四种类型，其中三种影响皮肤，第四种影响眼睛。如果不及时治疗，病情会逐渐加重。局部使用类固醇治疗不但无效，反而可能加重症状。
玫瑰斑的主要症状通常包括脸颊中部及面颊、鼻子或前额的发红，但也可能波及到脖子、胸部、耳朵和头皮，尽管出现这种情况的可能性较低。其他症状可能包括半永久性泛红、毛细血管扩张、红色隆起的丘疹、脓包、红肿状沙眼以及灼烧刺激感。在严重的病例中，鼻部可能发展成红色分叶状，即肥大性酒渣鼻（rhinophyma）。

## 分类

發紅區域

## 病因和诊断
酒渣鼻初期表现为易潮红的脸部或特定部位、微血管轻微扩张（皮肤上可见血丝）；中期类似青春痘，出现丘疹/脓泡，并伴有较严重的微血管扩张；晚期症状包括结节状硬块、鼻瘤（鼻赘，尤其在男性患者中较常见）。好发部位为面部鼻、额头、下巴等处，好发人群为白种人。病因目前尚不明确，但推测与情绪、压力、环境过敏原等因素有关。

## 治疗
治疗方面与青春痘相似，但酒渣鼻通常无法根治，只能控制病情，只有少数患者会自愈。对于轻度病情，通常建议患者注意保湿防晒，并避免诱发因素；对于中度病情，可以考虑口服或外用抗生素，如四环素或甲硝唑，或者使用杀菌剂如己酸；对于严重病情，可考虑使用异维A酸或进行医学美容（尤其对于鼻瘤患者）。应避免使用类固醇治疗，虽然短期内可能有疗效，但最终会加重病情。

## 保养
酒渣肌肤应特别注重清洁和保湿，增强肌肤补水及锁水能力。应避免使用含有防腐剂、香精、酒精等添加物的产品。此外，适量摄入不饱和脂肪酸也有助于促进皮肤再生。